# Prilepnica
Përlepnicë en albanais et Prilepnica en serbe latin (en serbe cyrillique : Прилепница) est une localité du Kosovo située dans la commune/municipalité de Gjilan/Gnjilane, district de Gjilan/Gnjilane (Kosovo) ou district de Kosovo-Pomoravlje (Serbie). Selon le recensement kosovar de 2011, elle compte 1 944 habitants, dont une majorité d'Albanais.

## Histoire
Des moulins sur le lac sont proposés pour une inscription sur la liste des monuments culturels du Kosovo. La maison de la culture du village, construite après la Seconde Guerre mondiale, est elle aussi proposée pour un classement kosovar.

## Démographie

### Évolution historique de la population dans la localité
| 1948  | 1953  | 1961  | 1971  | 1981  | 1991  | 2011  |
| ----- | ----- | ----- | ----- | ----- | ----- | ----- |
| 1 265 | 1 405 | 1 639 | 1 903 | 2 152 | 2 266 | 1 944 |

|  |